# Maglavit
Maglavit è un comune della Romania di 5 455 abitanti, ubicato nel distretto di Dolj, nella regione storica dell'Oltenia.
Questo comune è diventato famoso,perché nel 1935 si è verificato il fatto mistico più importante della vita cristiana romena: l'apparizione di Dio al giovane pecoraio disabile Petrache Lupu, il quale è stato guarito immediatamente ed è diventato in seguito un predicatore della Fede cristiana ed un profeta delle sciagure che si sarebbero davvero verificate in Romania meno di 10 anni  dopo. Per l'afflusso e le guarigioni ivi verificatesi, "Maglavit" è stata chiamata la "Lourdes romena", approvata da grandi scienziati  e dalla Chiesa Ortodossa, ma ostacolata fino alla persecuzione spietata dal regime comunista.
Il comune è formato dall'unione di 2 villaggi: Hunia e Maglavit.